# Paranthura nigropunctata
Paranthura nigropunctata is een pissebed uit de familie Paranthuridae. De wetenschappelijke naam van de soort is voor het eerst geldig gepubliceerd in 1846 door Lucas.